# Eric Gray
Eric DeWayne Gray (Memphis, Tennessee; 4 de noviembre de 1999) más conocido como Eric Gray, es un jugador profesional estadounidense de fútbol americano, se desempeña en la posición de running back en New York Giants, en la National Football League (NFL).

## Carrera
Hizo su debut profesional con el equipo New York Giants, lleva jugando una temporada, comenzó en el 2023.